# Appareil critique
Ne doit pas être confondu avec Apparat critique.
Un appareil critique ou quelquefois apparat savant est l'ensemble des éléments écrits, de qualité érudite, qui accompagnent un texte, dans le but d'éclairer son auteur, sa date, sa composition, son intention, ses difficultés d'interprétation, ses éditions ou sa réception.
Les éléments de l'appareil critique sont assez divers : citations, références et sources, notes en bas de pages, introduction, texte en langue originale (en parallèle avec la traduction), commentaire historique ou philologique, index fontium (les sources), index locorum (références avec renvoi à la page où le passage est cité ou mentionné, par ex. : Évangile selon Marc 1, 1 : p. 100), index nominum (les noms propres), index rerum (les thèmes), index verborum (les mots), bibliographie, liste des abréviations et sigles, appendices documentaires ou annexes, chronologie, biographie, cartes géographiques, glossaire, liste des mots étrangers, errata (liste des fautes reconnues dans l'impression d'un livre et signalées sur les dernières pages imprimées), « addenda et corrigenda » (ajouts et corrections), table des illustrations, table des matières, table des titres, table des entrées, concordances, tableaux de données…
L'appareil critique est souvent confondu avec l'« apparat critique », centré sur l'établissement philologique d'un texte, plus précisément les variantes des divers manuscrits et les éditions antérieures, en vue d'une édition critique.

## Historique
Les philosophes grecs jouent un grand rôle. Les titres donnés aux ouvrages datent de 450 av. J.-C. (le sophiste Protagoras écrit un Alêtheia. Vérité). Hippias, autre sophiste, rédige des répertoires, perdus, dont un Noms de peuples. Aristote glisse dans sa Métaphysique (A, 3) un glossaire, l'étude de son propre vocabulaire. Théophraste, le disciple d'Aristote, élabore des doxographies, des recueils d'opinions, dès 330 av. J.-C. Un autre disciple d'Aristote, Démétrios de Phalère, institue deux disciplines, la bibliographie et la muséographie, comme fondateur de la fameuse Bibliothèque d'Alexandrie vers 300 av. J.-C.
Le genre biographie naît en Grèce au IVe siècle av. J.-C..
Pour les bibliographies en tant que répertoires de livres, « le médecin grec Galien, en écrivant au IIe siècle le De libris propriis, donne la première expression de l'idée bibliographique qui équivaut à « liste d'œuvres »… Les hommes instruits qui se préoccupent, au XVe siècle, de rassembler les titres de livres nouvellement imprimés suivent d'abord la tradition. Le premier d'entre eux est un abbé du monastère des Bénédictins de Spannheim, en Prusse, Johann Tritheim, dont le Liber de scriptoribus ecclesiasticis paraît à Bâle en 1494 ».
« L'apparition du codex, d'abord, dans lequel la comparaison des passages est plus aisée que dans le volumen, correspond au besoin nouveau des chrétiens de confronter d'une part les Évangiles entre eux, d'autre part l'Ancien et le Nouveau Testament, ce qui constitue l'exégèse biblique. Au IVe siècle l'évêque Eusèbe de Césarée élabore des tables, en quatre colonnes parallèles, destinées à accompagner les manuscrits évangéliques. [Vers 1053], Papias compose le premier ouvrage [Lexicon ou Elementarium doctrinæ rudimentum]qui suive l'ordre alphabétique. Il s'agit d'un dictionnaire ».
Pas d'apparat savant sans plusieurs index. « Les Concordances bibliques, de Hugues de Saint-Cher [entre 1235 et 1285], permettent de localiser un mot dans l'Ancien Testament. La position de chaque mot dans le texte des Écritures y est codifiée par un système à trois divisions : Livre (titre abrégé) / chapitre (chiffre) / situation dans le chapitre - cette dernière étant notée par une lettre de A à G, qui indique la position relative dans le chapitre (ex. : A : début ; D : milieu ; G : fin). Ainsi, l'entrée Aqua (eau) aura pour localisation : Gen. I. A. Tous ces outils sont les ancêtres de nos index ».
L'édition du Psautier par Lefèvre d'Étaples en 1509 (Quincuplex paslterium) donne la première occurrence de la numérotation des versets, qui introduit une décomposition normalisée du texte biblique et remplace, tous les systèmes antérieurs de signalisation, indexation et repérage. Le verset, unité de sens, est présenté comme une unité visuelle, individualisée par son numéro, la rubrication de la première lettre et des bouts de ligne typographiques. En 1555, l'imprimeur libraire lyonnais Jean Frellon ajoute un élément supplémentaire de séquentialisation à ce dispositif : le retrait de la première ligne, achevant ainsi la mise au point du verset typographique moderne.
La première édition imprimée du Nouveau Testament, avec apparat critique (il cite les différentes leçons des manuscrits), vient de Robert Estienne, à Paris, en 1550.
La citation prend toute son importance avec l'imprimerie (1450) et l'apparition de deux techniques : les caractères italiques (1501), les guillemets (1527). Cette innovation est très visible chez le logicien Ramus, dans sa Grammaire (1572).
Edward Gibbon fait de la note de bas de page une véritable forme littéraire, dans son Histoire du déclin et de la chute de l'Empire romain (en anglais, 1776-1788, six volumes). L'historien Leopold von Ranke, dans son Histoires des peuples romans et germains (en allemand, 1824) rend la note de bas de page indispensable dans tout travail historique, érudit, objectif.
À partir des années 2000, les éditions critiques numérisées offrent sur l'Internet des données savantes en grand nombre et toujours modifiables. La webographie complète la bibliographie. Un hyperlien sert à passer automatiquement d'un document consulté à un autre document, lié : il équivaut à la référence dans le livre. Depuis 1999, à l'Université de Louvain-la-Neuve (Belgique), le CETEDOC (CEntre de Traitement Électronique des DOCuments), en pionnier, élabore les diverses versions du Cetedoc Library of Christian Latin Texts (CLCLT), aujourd'hui Library of latin texts, il reproduit les grands textes chrétiens : le Corpus Christianorum (textes des Pères de l’église), Series latina, la Continuatio medievalis, le Corpus Scriptorum Ecclesiasticorum Latinorum, la Patrologia latina de Migne, les Acta Sanctorum, etc., sous forme de CD-ROM ou d'éditions électroniques.

## Exemples
À titre d'exemple pour l'imprimé, la 4e édition (2004) du Dictionnaire d'éthique et de philosophie morale présente :
- avant-propos ;
- table des entrées ;
- table analytique ;
- avertissement au lecteur ;
- corpus -- Présentation des auteurs -- Liste des traducteurs ;
- index des concepts grecs ;
- index des doctrines, écoles et courants ;
- index nominum ;
- index rerum.

À titre d'exemple pour le web, l'édition électronique (dès 2006) du Cartulaire blanc de l'abbaye de Saint-Denis (vers 1300), par l'École nationale des chartes, propose huit types d'accès à l'information  :
- une table chronologique cumulative de tous les actes en ligne ;
- un système de feuilletage reprenant la navigation linéaire du support papier ;
- une table des actes par chapitre ;
- un tableau statistique des actes [2600 environ] par auteur ;
- des tableaux généalogiques ;
- des liens hypertextes entre les actes ;
- des introductions permettant de replacer les actes d'un chapitre dans son contexte historique et géographique ;
- la recherche simple en texte intégral.